# Zou Diarra
Zoumana Diarra, beter bekend als Zou (Mali, 1 juli 1960 – Elst (Gld.), 28 juli 2020) was een muzikant, instrumentmaker en componist.

## Loopbaan
Zou was afkomstig uit een familie van griots, en stond bekend als virtuoos op gitaar, kora en ngoni. Hij speelde verder balafoon, djembé en saxofoon. Zou had een eigen herkenbare sound met een mix van elementen uit jazz, rhythm-and-blues en salsa in zijn composities. In Mali speelde hij met Zani Diabaté en de Super Djata Band.
Hij vestigde zich rond 1980 in Parijs. Vanaf 1989 woonde hij in Groningen in Nederland. Hij speelde onder andere met Stef Bos, Female Factory, Trijntje Oosterhuis, Leoni Jansen, Mehmet Polat en Made in Holland. Hij had projecten met de The Five Great Guitars (met Jan Kuiper, Harry Sacksioni, Digmon Roovers en Erwin Java met gastspelers als Eric Vaarzon Morel, Jan Akkerman en Habib Koité), Benkadi International, AfroJazzJam, Kintaki, Michael Baird's African Abstractions, Peter Cadmus & African Mix. Zou gaf ook muziekworkshops voor verschillende gelegenheden.
In 2014 werd hij geveld door een hartaanval. Zoumana Diarra overleed in juli 2020 op 60-jarige leeftijd in zijn slaap.

## Instrumenten
Zou stond bekend om zijn eigen gebouwde instrumenten: onder ander een chromatisch gestemde 44-snarige kora. Dit is voor zover bekend de enige op aarde.
Zou bespeelde een groot aantal gitaren:
- Yamaha 2000
- Gibson
- Rikkers
- Soles 7
- Tifon
- Arian
- Ubanes (voorloper van Ibanez)
- Fender
- Epiphon 12
- Eko

Tot zijn instrumenten behoorden ook de ngoni, een balafoon (een soort houten xylofoon), en een djembé. Deze laatste werd door Zou zelf gebouwd en verkocht.

## Discografie
- Super Biton de Segou - Afro Jazz de Mali 1986
- Alou Fané's Foté Mocoba - Kamalan N'Goni: Dozon N'Goni 1993
- Adama Diabaté - Jako Baye 1995
- King Taky & Afro Roots - Amie 1996
- Kaira Ben - Singa 1996
- Aminata Kamissoko - Malamine 1997
- Benkadi International - Djoulolou 1997
- Female Factory - Live at Carré Amsterdam 1997
- Zou Diarra - Ballad of Manding 1998
- Smilin' Osei - Alarm Blo 2001
- Kintaki - Unité 2004
- Five Great Guitars - Live 2003 2004
- Zou Diarra - A Manding Journey 2004
- Smilin' Osei - Wajo Tactics 2005
- Hello Hello - Zo jij bedoel! 2006
- Kintaki - Nouvelle Amie! 2007
- Minyeshu - Dire Dawa 2008
- Three of a kind - Akasha 2009
- Mehmet Polat Trio - Next Spring 2014